# 夏原平和
夏原 平和（なつはら ひらかず、1944年9月15日 - 2021年12月20日）は、日本の実業家。平和堂代表取締役会長、日本チェーンストア協会副会長、日本スーパーマーケット協会副会長。
「平和堂」という商号の由来となった人物でもある。

## 経歴
滋賀県彦根市出身。のちに平和堂を創業する夏原平次郎の長男として生まれる。滋賀県立彦根東高等学校を経て、1968年3月同志社大学法学部卒業。1968年4月平和堂入社。1970年取締役、1975年専務取締役、1983年副社長に就任。1989年に代表取締役社長、2017年に代表取締役会長に就任。この他、平和堂も出資・加盟する日本流通産業の代表取締役社長や、日本チェーンストア協会副会長、日本スーパーマーケット協会副会長も務めた。
2021年12月20日午前1時19分、肺がんのため死去。77歳没。